# 費利克斯·烏杜奧凱
奥希斯·費利克斯·烏杜奧凱（德語：Ohis Felix Uduokhai；1997年9月9日—），德國足球運動員，現效力土超球隊比錫達斯，司職後衛。

## 俱樂部生涯
烏杜奧凱是慕尼黑1860的青訓，曾經入選過德國U19和U20隊，也是2017到2019年的德國U21國腳。在2019年U21歐洲國家盃決賽圈上，身為替補中衛的烏杜奧凱沒有獲得出場機會。在決賽圈之前，烏杜奧凱的幾次出場都表現出色，2019年3月客場2比1擊敗英格蘭U21的友誼賽上還上演過補時絕殺，那也是他6場U21隊比賽里的唯一進球。
在狼堡，烏杜奧凱的競爭對手是經驗豐富的美國國腳約翰·布魯克斯。經歷一個傷病纏身的賽季之後，布魯克斯在2018/19賽季恢復健康，也贏得了時任主帥布魯諾·拉巴迪亞的充分信任。由於狼堡沒有歐戰，拉巴迪亞也不願改變後衛組合，這就導致烏杜奧凱在那個賽季只有11次德甲出場記錄，總計只有235分鐘。儘管在他出場的比賽里，狼堡保持不敗，創造了一項俱樂部紀錄，但在俱樂部缺乏比賽訓練機會，直接導致烏杜奧凱在2019年歐青賽決賽圈上替補。
於是在歐青賽之後，烏杜奧凱以租借方式加盟了奧格斯堡，並成為了主力。在2019-20賽季中，他在德甲出場26次，其中21次打滿全場。新賽季開始之後，他的個人表現也十分出色。在《踢球者》雜誌的評分當中，前6輪打滿每一分鐘的烏杜奧凱獲評2.83分，在整個德甲的中衛里僅次於馬茨·胡梅爾斯（2.42分）、埃德蒙·塔普索巴（2.50分）、馬文·弗里德里希（2.75分）、馬蒂亞斯·金特爾（2.75分）與威利·奧爾班（2.75分），與達約特·烏帕梅卡諾並列第6。第2輪主場2比0擊敗多特蒙德的比賽中，烏杜奧凱攻入加盟奧格斯堡以來的首個進球，為球隊首開紀錄。

## 國家隊生涯
以主力身份參加了東京奧運會，也在2020年11月首次入選過德國國家足球隊，但沒有獲得出場機會。

## 外部連結
- 费利克斯·乌多凯 （页面存档备份，存于）于DFB.de中的档案